# Cataulacus mocquerysi
Cataulacus mocquerysi är en myrart som beskrevs av Andre 1889. Cataulacus mocquerysi ingår i släktet Cataulacus och familjen myror. Inga underarter finns listade.